# Dorking (Huhn)

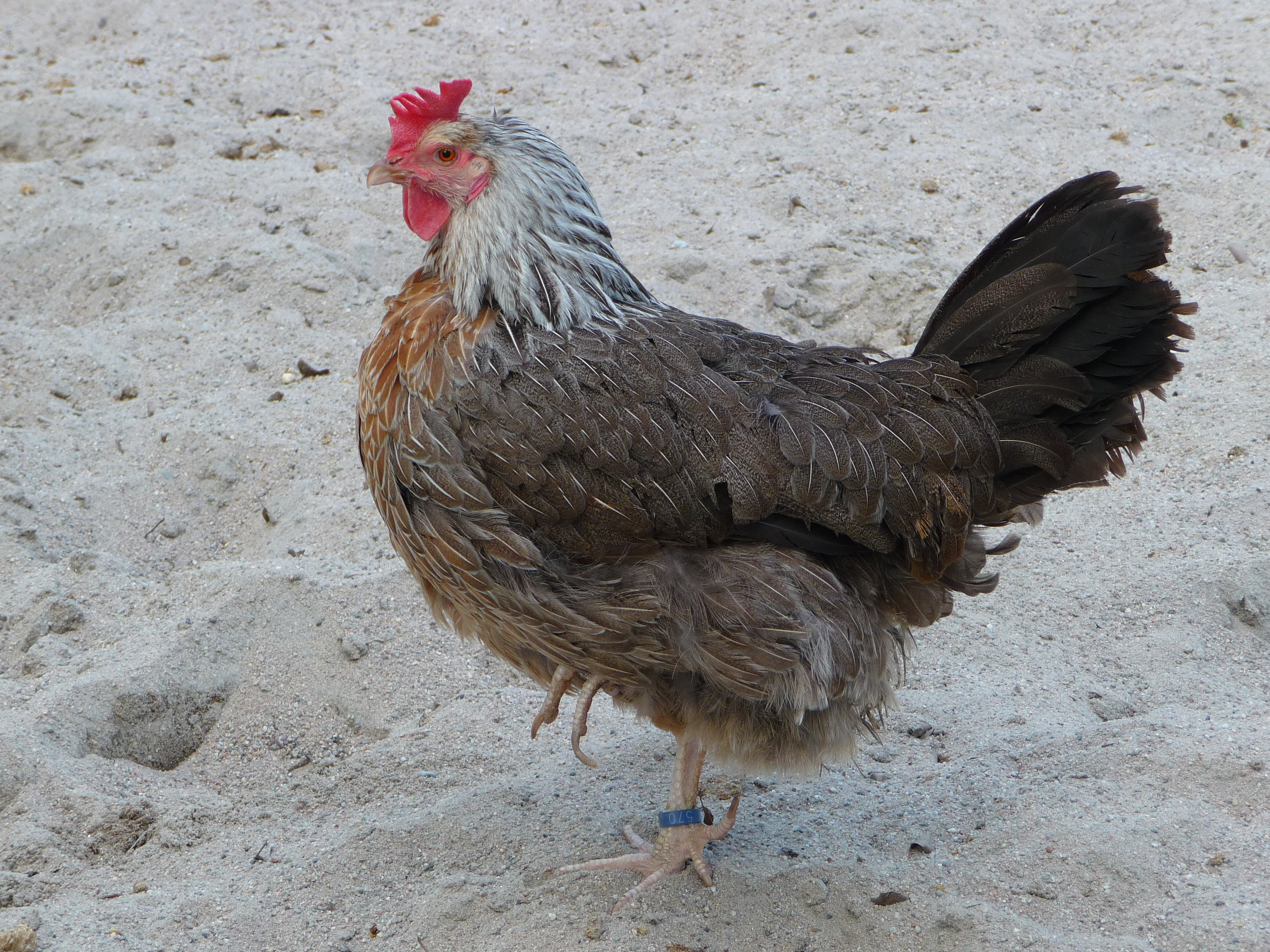
Henne

Dorking ist eine Haushuhnrasse, die sich bis auf die Römerzeit zurückverfolgen lässt. Die alte Kulturrasse, die lange Zeit vor allem in Großbritannien gezüchtet wurde, ist heute selten geworden.
Dorkings haben eine Körperform, die einem langgezogenen Rechteck entspricht. Ähnlich wie das Deutsche Lachshuhn haben auch Dorkings fünf statt vier Zehen. Die Rasse hat ihren Schwerpunkt bei der Mastfähigkeit. Anders als die meisten Haushuhnrassen zählt sie daher nicht zu den Zweinutzungsrassen.